# Horace Clifford Levinson
Horace Clifford Levinson (geb. 30. Juni 1895 in Chicago; gest. 1968 in Kennebunk, Maine) war ein US-amerikanischer Mathematiker, Astronom und Pionier des Operations Research, der quantitative Methoden und ausgefeilte mathematische Modelle in die Werbung und das Merchandising einführte.

## Herkunft und Leben
Horace C. Levinson war der Sohn des bekannten Chicagoer Anwalts Salmon Oliver Levinson.
Im Jahr 1909 wurde die Society of Practical Astronomical von zwei Teenagern gegründet: Frederick Charles Leonard (1896–1960) als Präsident und H. C. Levinson als Schatzmeister. Die Gesellschaft wurde 1917 aufgelöst, spielte aber eine wichtige Rolle in der Geschichte der American Association of Variable Star Observers. Während des Ersten Weltkriegs war Levinson Lieutenant in der United States Army.
Im September 1922 promovierte Levinson in mathematischer Astronomie und reiner Mathematik an der University of Chicago zum Ph.D. mit der Arbeit The gravitational field of masses relatively at rest according to Einstein's theory of gravitation. 1924 war er Invited Speaker des Internationalen Mathematikerkongresses  (ICM) in Toronto.
In den 1930er Jahren begann Horace C. Levinson, die wissenschaftliche Analyse auf die Probleme des Merchandising anzuwenden. Im Rahmen seiner Arbeit für das Kaufhaus L. Bamberger and Company untersuchte er u. a. die Kaufgewohnheiten der Kunden, die Reaktion auf Werbung und die Beziehung zwischen der Umgebung und der Art der verkauften Artikel. In den 1920er Jahren hatte Levinson für ein Versandhaus eine Studie über die Auswirkungen eines beschleunigten Versands auf die Akzeptanz oder Ablehnung von Nachnahmepaketen durch die Kunden durchgeführt.
Levinson lehrte Mathematik an der Ohio State University und war Vorsitzender des Committee on Operations Research des U.S. National Research Council.

## Publikationen (Auswahl)
- H. C. Levinson, E. B. Zeisler, Francis Dominic Murnaghan: Review of The Law of Gravitation in Relativity. Band 39, 1933, S. 334, doi:10.1090/S0002-9904-1933-05612-4 (englisch).[10]
- Horace C. Levinson: Notes on stellar photography. In: Popular Astronomy. Band 42, 1934, S. 121–131, bibcode:1934PA.....42..121L (englisch).
- Experiences in commercial operations research. In: Journal of the Operations Research Society of America. Band 1, Nr. 4, 1953, S. 220–239, doi:10.1287/opre.1.4.220 (englisch).
- Chance, luck, and statistics, von Horace C. Levinson, 2001 in der Google-Buchsuche-USA[11][12][13][14]